# 2020년 대한민국 의사 파업
2020년 대한민국 의사 파업은 2020년 8월부터 9월까지 일어났던 의사들의 파업이다.
이번 파업은 인턴과 병원 레지던트에 의해 주도되었으며, 대한의사협회가 참여했다. 파업 조치는 한국이 COVID-19 사례의 재확산과 싸우고 정세균 총리가 인턴과 레지던트 의사들에게 24시간 파업을 중단할 것을 촉구하면서 이루어졌다. 그러나 파업에 참가한 전공의들은 한국에 이미 충분한 의료인력이 있고 더 많은 급여를 지급받아 더 넓은 지리적 확산을 장려해야 한다고 주장했다. 3일간의 파업으로 한국의 5대 종합병원은 근무 시간을 제한하고 예정된 수술을 연기해야 했다.
한국 정부의 의료 정책은 의료인의 재정적 손실로 이어져 특정 분야에 진출하거나 농촌 지역에서 일하기를 꺼렸다. 이로 인해 일부 직역에서는 의사가 부족하고 농촌 지역에서는 전문의가 부족했다. 정부는 의료인의 의료수가를 인상하고 근무조건을 개선하는 대신에 의학대학을 확대할 계획이었다. 2020년 한국의 의료 파업은 이러한 정부의 계획으로 인해 발생했다.
이 파업이 환자 사망률에 미치는 영향은 2020년 8월 21일부터 9월 8일까지 실시된 단면 연구에서 후향적으로 연구되었다. 그 결과 응급실 레지던트 파업은 대구 수련병원 6개 응급실을 방문한 환자의 사망률에 영향을 미치지 않았다. 그러나 이 기간 동안 입원 환자 수가 증가하고 체류 기간이 증가했다.

## 배경
대한민국의 의료정책의 거버넌스는 투명성, 반응성, 경제성, 선택성, 양질성, 책임성의 측면에서 취약하다고 볼 수 있다. 특히 주요 행위자들 간의 갈등이 심화되어 신뢰구조를 형성하지 못하게 한 정부의 부족한 조정능력은 의료정책의 효율성 측면에서 매우 취약하다고 볼 수 있다. 정부는 조정을 시도하는 과정에서, 의사들의 부도덕성을 부각시켜 의사의 반발을 억제하고 강압적 정책 추진을 하는 동시에 저수가 체제를 유지하려 한다는 의구심을 일으켰으며, 의사의 도덕성에 치명적인 상처를 줌으로서 이해 당사자들의 관계를 갈등적으로 만들었다. 협력적 관계를 구축하지 않은 정부의 태도, 일관성 없는 의료수가체제는 합리성이 부족하여 의료계의 많은 비난을 받았다. 또한 현장 경험을 통한 전문적 견해를 충분히 고려하여 정책이 수립되지 못하고, 정부의 일방향적인 주도에 의해 정책이 진행되었다.
언론은 갈등적 관계가 심화되는데 역할을 하였다. 양정혜(2001)에 의하면, 정부에 대한 언론의 비판의 강도는 표면적인 수준에 머무르고 있어서 정부의 의료정책의 신뢰성에 근본적인 의문을 제기하는 것과는 거리가 먼 반면, 의료계의 주장은 정부에 의해 형성되고 방조된 의료계의 구조적 문제점을 지적하는 것으로 상당한 타당성을 가지고 있지만, 언론은 '범죄자'나 '살인자'로 비난하면서, 언론은 논쟁의 장을 제공하기보다 기존 권력집단의 옹호자 역할을 수행하는 경향을 나타낸다. 박경숙(2002)은 특히 의료계의 집단적 저항을 보도할 때 정부의 권위주의적인 정책 시행을 무비판적으로 여과없이 보도하였다는 점을 지적하였다. 한국 언론은 피상적이고 갈등 중심의 보도, 정부에 따라 보도의 잣대가 바뀌는 정파성을 특징으로 하여, 공론의 장을 제공하지 못했다는 지적이 있다.

## 요구사항
의사협회는 2020년 8월 1일에 '독단적인 의료 4대악 철폐를 위한 대정부 요구사항'을 발표하며 이 요구사항이 받아들여지지 않을 경우 8월 14일 제1차 전국의사총파업을 단행할 것이라고 하였다. 아래는 의사협회가 공지한 '요구사항'이다.
첫째, 의사 수 증가로 인한 의료비 상승과 인구 감소, 의학 교육의 중요성에 대해 고려하지 않은 졸속 의대 정원 확대 계획을 즉각 철회하라. 한편 향후 대한민국 의료 발전을 위해 보건의료 발전계획 수립과 전공과목별, 지역별, 종별 불균형 해소, 미래의 적정 의사 수 산출 등을 논의할 대한의사협회-보건복지부 공동의 (가칭) ‘대한민국 보건의료 발전계획 협의체'를 구성하여 3년간 운영하라.
둘째, 막대한 세금을 들여 또 하나의 거대한 비효율을 만들고 불공정의 산실이 될 공공의료대학 설립 계획을 철회하라. 공공의료기관의 의료 경쟁력 강화와 근무 의료인력 처우개선, 그리고 보건의료분야에서 필수의료에 대한 전면적 개혁을 통해 국민의 건강 증진에 나서라.
셋째, 건강보험 급여화의 원칙인 안전성, 효능성, 효율성이 담보된 필수의료 급여화 우선 원칙을 위반한 한방 첩약 급여화 시범사업을 철회하라. 건강보험 재정이 암, 희귀난치병, 중증외상 등 국가의 도움 없이 국민 개인의 힘으로 극복하기 어려운 필수적인 분야에 우선적으로 투입될 수 있도록 하라. 또한 첩약 급여화 시범사업의 원인인 한의약정책관실과 한의약육성법을 폐지하라.
넷째, 기획재정부, 산업통상자원부, 중소벤처기업부 주도의 비대면진료 육성책은 의료를 도구로 삼아 기업적 영리를 추구하려는 산업계의 요구를 수용한 잘못된 정책임을 인정하고 즉각 중단하라. 한편, 의사-환자 사이에서의 대면진료와 직접진찰은 가장 기본적인 원칙임을 보건복지부는 국민 앞에 분명하게 천명하고 제한적, 보조적 비대면진료가 필요한 불가피한 상황에 대해서는 의료계의 의견을 수용하여 결정하라.
다섯째, 코로나19 국가 감염병 비상사태 극복을 위해 정부는 대한의사협회와 코로나19 감염증 극복을 위한 최선의 민관협력체제를 구축, 운영하고 특히 의료진의 안전과 의료기관의 기능 보존을 위한 아낌없는 지원과 투자를 통하여 국가 감염병 대응 역량 강화에 힘써라.

## 일지
| 월 | 일 | 내용 |
| -- | -- | --- |
| 8  | 7  | 전공의들이 하루 동안 집단 휴진함                                                                                             |
|    | 14 | 대한의사협회가 1차 총파업을함                                                                                                |
|    | 21 | 인턴, 레지던트 4년차 들이 무기한 파업에 돌입함                                                                               |
|    | 22 | 레지던트 1, 2년차가 무기한 파업에 돌입함                                                                                     |
|    | 23 | 모든 전공의가 무기한 파업에 돌입함                                                                                           |
|    | 24 | 전임의들이 순차적으로 무기한 파업에 돌입함                                                                                   |
|    | 25 | 복지부와 의협의 협상이 무산됨                                                                                                |
|    | 26 | 의협이 2차 총파업을 함. 복지부가 수도권 전공의와 전임의에 업무 개시 명령함                                                   |
|    | 28 | 의사 협회가 9월 7일부로 무기한 제3차 전국의사 총파업 돌입할 것을 발표함. 복지부가 업무개시명령의 미이행 전공의 10명을 고발함 |
|    | 31 | 정부는 의사국가시험을 1주일 연기함                                                                                           |
| 9  | 4  | 여당, 의협, 복지부가 협의하고 합의문을 작성 및 서명함                                                                        |
|    | 6  | 전공의가 복귀를 결정함. 의대생은 국시 거부를 강행함                                                                          |
|    | 7  | 전공의들은 내부의 재논의 끝에 복귀 결정을 유지함                                                                             |
|    | 8  | 대다수 의대생 불참 속에 의사국가시험을 진행함                                                                                |

## 같이 보기
- 전공의
- 의사
- 2024년 대한민국 전공의 사직 사태